# Leonardo De Benedetti
Leonardo De Benedetti est un médecin juif italien. Radié de sa profession en raison de ce fait, il est déporté à Auschwitz en même temps que Primo Levi. À la libération d’Auschwitz et sur la demande des libérateurs soviétiques, il corédige avec Levi un Rapport sur Auschwitz (en), publié en 2006, à titre posthume, et dont il semble être le principal auteur.